# Redwood nationalpark
Redwood nationalpark är en nationalpark i USA som är 80 kilometer från norr till söder och täcker en yta av 534 km².
Parken ligger i nordvästra Kalifornien. Den avsattes 1968 för att bevara resterna av de stora skogarna med amerikansk sekvoja, som också kallas redwood.
Parken innehåller uppskattningsvis 45 % av alla världens redwoodträd.
Endast 160 km² amerikansk sekvoja-skog finns kvar, och tidigare avverkade områden är nu föremål för restaureringsarbeten. Redwood National Park togs 1980 upp på Unescos världsarvslista.
Nationalparken användes som inspelningsplats för Star Wars-filmen Jedins återkomst' från 1983, för scenerna som föreställer Endor.